# Franz Ritter (Philologe)
Franz Ritter (* 15. Februar 1803 in Medebach; † 22. Oktober 1875 in Bonn) war ein deutscher klassischer Philologe.
Ritter besuchte das Gymnasium Laurentianum im Arnsberg. Er studierte in Bonn und Berlin klassische Philologie. Im Jahr 1828 promovierte er in Bonn mit der Schrift De Aristophanis Pluto. Noch im selben Jahr wurde er habilitiert. Seit 1833 lehrte Ritter in Bonn als außerordentlicher Professor. Diese Position behielt er bis zu seinem Tod. 
Er veröffentlichte zahlreiche Ausgaben von Terenz, Aristoteles, Firmicus Maternus, Sophokles und weiterer Autoren. Außerdem gab Ritter 1856/57 eine Gesamtausgabe der Werke von Horaz heraus  sowie mehrere Gesamtausgaben des Tacitus. Die erste erschien zwischen 1834 und 1836, die zweite 1848 und die dritte zwischen 1864 und 1867. Sein Sohn ist der Historiker Moriz Ritter.